# Épsilon Apodis
Épsilon Apodis (ε Aps / HD 124771 / HR 5336) es una estrella en la constelación austral de Apus, el ave del paraíso.
Con magnitud aparente +5,05, es la séptima estrella más brillante en la constelación.
Se encuentra a 638 años luz del sistema solar, de acuerdo con la nueva reducción de los datos de paralaje del satélite Hipparcos. 
Es miembro del cinturón de Gould, anillo parcial de estrellas de unos 3000 años luz de diámetro en una zona situada entre 16 y 20 grados respecto al plano galáctico de la Vía Láctea; γ Velorum y Saiph (κ Orionis) son dos brillantes estrellas que forman parte de este cinturón.
Épsilon Apodis es una estrella blanco-azulada de tipo espectral B4V.
Tiene una temperatura superficial de 17.050 K y una luminosidad bolométrica —que incluye una importante cantidad de energía radiada como luz ultravioleta— 1614 veces mayor que la luminosidad solar.
Posee una masa estimada de 6,15 ± 0,71 masas solares.
Su radio es 3,9 veces más grande que el del Sol y gira sobre sí misma con una velocidad de rotación proyectada de 22,1 km/s.
Muestra una metalicidad comparable a la solar.
Épsilon Apodis es una estrella Be y está catalogada como variable Gamma Cassiopeiae, siendo el prototipo de esta clase γ Cassiopeiae.